# Tara Rosling
Tara Rosling (* 16. November 1970 in Vancouver, British Columbia) ist eine kanadische Film- und Theaterschauspielerin.

## Leben
Rosling wuchs in Vancouver auf und studierte Schauspiel an der York University in Toronto. Ab 1993 trat sie zumeist in Nebenrollen in mehreren Kino- und Fernsehfilmen sowie in Gastrollen in Fernsehserien auf. 2000 spielte sie eine Hauptrolle in der kurzlebigen Sitcom The War Next Door. Später folgten wiederkehrende Nebenrollen in den Science-Fiction-Serien Impulse (2018–2019) und Star Trek: Discovery (2020–2024).
Sie ist auch als Theaterschauspielerin tätig und trat bei zahlreichen Aufführungen beim Stratford-Festival in Stratford (Ontario) und beim Shaw-Festival in Niagara-on-the-Lake auf.
Rosling lebt in Niagara-on-the-Lake. Sie ist verheiratet und hat eine Tochter.

## Filmografie
Als Schauspielerin
- 1993: Die Waffen des Gesetzes (Fernsehserie, eine Folge)
- 1993: In the Beginning (Kurzfilm)
- 1996: Double Jeopardy (Fernsehfilm)
- 1996: Tek War – Krieger der Zukunft (Fernsehserie, eine Folge)
- 1996: Blutige Karriere – Vertrag mit dem Tod (Fernsehfilm)
- 1996 Extrem … mit allen Mitteln
- 1996: Giant Mine (Fernsehfilm)
- 1997: Tuff Luk Klub
- 1997: Space (Kurzfilm)
- 1998: U-Bahn-Inferno: Terroristen im Zug (Fernsehfilm)
- 1998: White Lies (Fernsehfilm)
- 1998: PSI Factor – Es geschieht jeden Tag (Fernsehserie, eine Folge)
- 1998: Silver Surfer (Fernsehserie, 5 Folgen, Stimme)
- 1998: Raven – Die Unsterbliche (Fernsehserie, eine Folge)
- 1998: Dead Husbands (Fernsehfilm)
- 1998: December 1917 (Kurzfilm)
- 1999: Total Recall 2070 (Fernsehserie, eine Folge)
- 1999: The Five Senses
- 1999: Ricky Nelson: Original Teen Idol (Fernsehfilm)
- 2000: Deeply
- 2000: The Uncles
- 2000: Into My Arms (Kurzfilm)
- 2000: Makeup (Kurzfilm)
- 2000: A Tast of Shakespeare (Fernsehserie, eine Folge)
- 2000: The War Next Door (Fernsehserie, 13 Folgen)
- 2002: Project Earth: Starmageddon (Computerspiel, Stimme)
- 2002: Body & Soul (Fernsehserie, eine Folge)
- 2004: Puppets Who Kill (Fernsehserie, eine Folge)
- 2005: Murder in the Hamptons (Fernsehfilm)
- 2006: Time Bomb (Fernsehfilm)
- 2007: The Dresden Files (Fernsehserie, eine Folge)
- 2009: The Listener – Hellhörig (Fernsehserie, eine Folge)
- 2010: Cra$h & Burn (Fernsehserie, eine Folge)
- 2011: XIII – Die Verschwörung (Fernsehserie, 3 Folgen)
- 2011–2020: Murdoch Mysteries (Fernsehserie, 2 Folgen)
- 2012: Die Firma (Fernsehserie, 2 Folgen)
- 2018–2019: Impulse (Fernsehserie, 12 Folgen)
- 2019: Ransom (Fernsehserie, eine Folge)
- 2019: The Handmaid’s Tale – Der Report der Magd (Fernsehserie, eine Folge)
- 2019: The Expanse (Fernsehserie, 2 Folgen)
- 2020: Happy Place
- 2020–2024: Star Trek: Discovery (Fernsehserie, 15 Folgen)
- 2023: Accused (Fernsehserie, eine Folge)
- 2024: Beacon 23 (Fernsehserie, 2 Folgen)

Als Produzentin
- 1997: Tuff Luk Klub (Associate Producer)